# لويس شيلدون
لويس شيلدون (بالإنجليزية: Lewis Sheldon)‏ هو منافس ألعاب قوى أمريكي، ولد في 9 يونيو 1874 في Rutland (town), Vermont ‏ في الولايات المتحدة، وتوفي في 18 فبراير 1960 في بياريتز في فرنسا.

## وصلات خارجية
- لويس شيلدون على موقع أوليمبيديا (الإنجليزية)